# Toyota Crown
Toyota Crown (Japonés: トヨタクラウン;  Hepburn: Toyota Kuraun?, lit. ‘Toyota Corona’), es un automóvil producido por Toyota en Japón desde 1955. En la actualidad es una línea de sedán de lujo para la venta en el mercado japonés, mercados como Panama en América Latina en los 80s y mercados selectos de Asia. Ha sido muy popular como vehículo policial y vehículo gubernamental, además de su uso como taxi; aunque su opulencia llevó a la creación del Toyota Comfort para este sector en 1995. Introducido al mercado en 1955, tiene la distinción de ser el auto más producido por Toyota y ser su primer vehículo en exportarse a los Estados Unidos en 1958. Es un tradicional competidor del Nissan Cedric, Nissan Gloria, Nissan Fuga y el Honda Legend en el mercado asiático. Este se encontraba disponible en motores diésel y gasolina de 4 y 6 cilindros en línea con motores de 2200 cc, 2400 cc y una última versión de 3000 cc. En algunos países de América Latina fue un vehículo muy popular ya que eran muy resistentes lo que los hacía ideales como taxis por ejemplo en Costa Rica, y fueron eliminados por las disposiciones ambientales y regulaciones de seguridad.

## Modelo S210

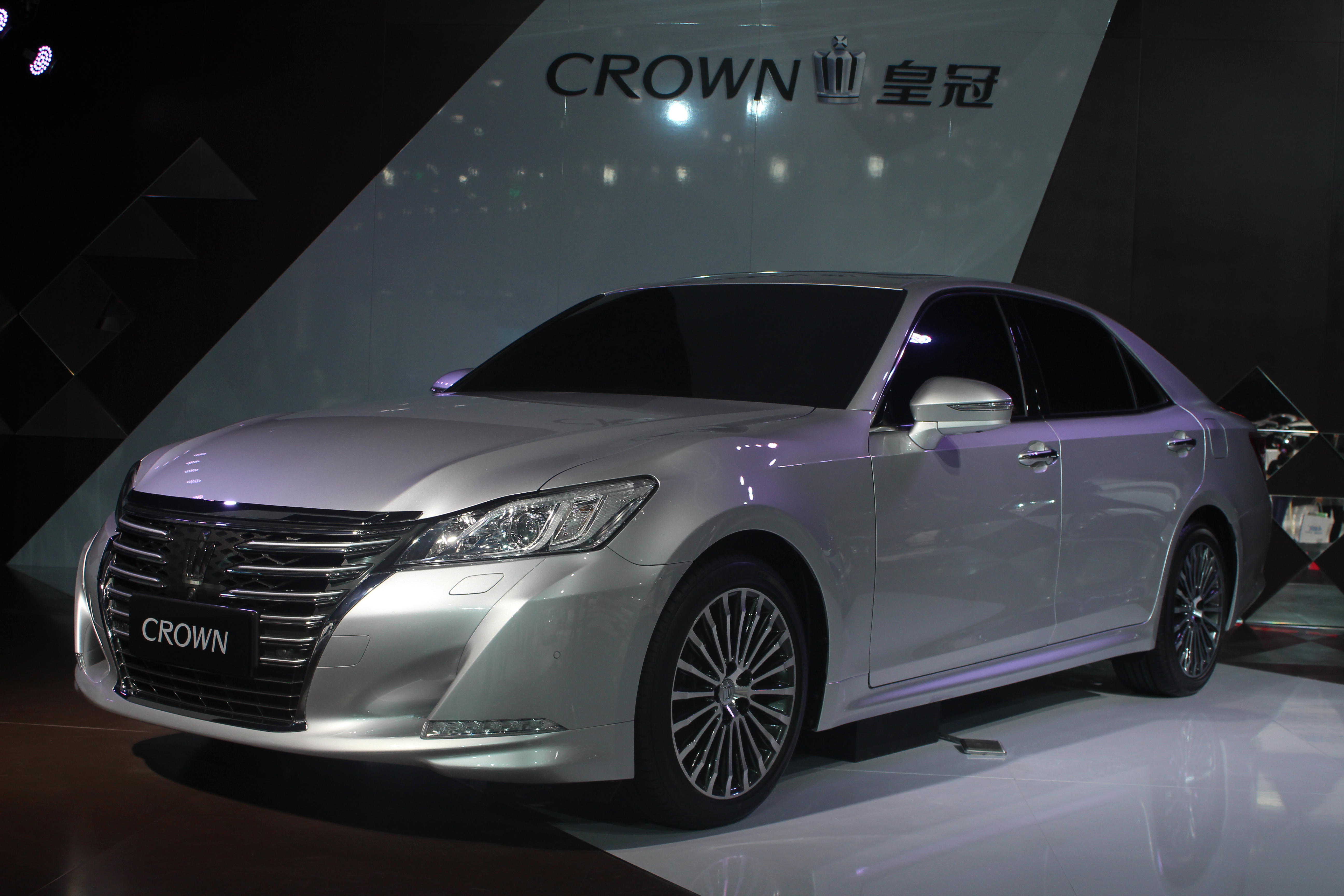
Toyota CROWN S210

La decimocuarta generación del Crown se lanzó en diciembre de 2012 con un nuevo diseño, con el tema de diseño de la serie Royal en homenaje a la quinta generación de la serie MS105. Este se producía en la planta Motomachi. Todos los componentes principales se han actualizado, incluido un nuevo sistema híbrido de 2.5 litros que combina un alto rendimiento con un alto ahorro de combustible, una nueva suspensión  y nueva tecnología y dispositivos de última generación como el Toyota Multi-Operation Touch, que consolida varias funciones del vehículo en un panel táctil.

## Modelo S220
La decimoquinta generación de este auto se presentó como un concepto en el Salón del Automóvil de Tokio de octubre de 2017 y saldrá a la venta en el tercer trimestre de 2018.